# 2011년 7월
| 2011년: 1월 · 2월 · 3월 · 4월 · 5월 · 6월 · 7월 · 8월 · 9월 · 10월 · 11월 · 12월 |

| <           | 2011년 7월 | 2011년 7월 | 2011년 7월 | 2011년 7월 | 2011년 7월 | >       |
| 일          | 월         | 화         | 수         | 목         | 금         | 토      |
|             |            |            |            |            | 1 6.1 정사 | 2 무오  |
| 3 기미      | 4 경신     | 5 신유     | 6 임술     | 7 계해     | 8 갑자     | 9 을축  |
| 10 병인     | 11 정묘    | 12 무진    | 13 기사    | 14 경오    | 15 신미    | 16 임신 |
| 17 계유     | 18 갑술    | 19 을해    | 20 병자    | 21 정축    | 22 무인    | 23 기묘 |
| 24 경진     | 25 신사    | 26 임오    | 27 계미    | 28 갑신    | 29 을유    | 30 병술 |
| 31 7.1 정해 |            |            |            |            |            |         |

| - 7월 17일 - 타이지 - 7월 23일 - 에이미 와인하우스 - 7월 26일 - 고마쓰 사쿄 - 7월 27일 - 이라부 히데키 편집하기 |

## 2011년7월 30일
- 콜롬비아에서 2011년 FIFA U-20 월드컵이 개막하였다.
- 서울발 부산행 KTX 607열차와 승용차가 충돌하여 1명이 사망하고 열차 운행에 차질이 생겼다.

## 2011년7월 29일
- 서울중앙지검 공안1부는 조선 노동당 225국의 지령을 받아 대한민국에 지하당 왕재산 간첩단을 구성해 간첩활동을 한 혐의로 정치인, 미디어 업체 종사자 등 5명을 구속했으며, 학계와 정계, 노동계 등 각계 인사 수십 명에 대한 수사를 시작하였다.
- 서울과 강원도 등 집중 호우 피해 지역에 대한 본격적인 복구 지원이 시작됐다.

## 2011년7월 28일
- 오전 4시, 인천에서 푸둥으로 향하던 아시아나 보잉 747 화물기가 제주도 해상에서 추락하였으며, 승무원 2명이 숨졌다.

## 2011년7월 27일
- 대한민국의 중부 지방에 최고 291mm에 달하는 집중호우가 발생하면서 서울을 비롯한 대도시에서 도로가 통제되거나 지하철 역이 수몰되고, 주택이 침수되는 등 많은 피해를 겪었다.
  - 춘천시에서 산사태가 발생하여 인하대학교 학생 등 13명이 사망하고 29명이 부상당했다.
  - 우면산에서 산사태가 발생하여 5명이 사망하고 1명이 실종되었다. 또한 EBS는 송출시설 침수로 인한 방송중단 사태를 겪었다.

## 2011년7월 24일
- 일본에서 아날로그 텔레비전 방송의 송출을 전면적으로 중지하였다.

## 2011년7월 23일
- 중화인민공화국 원저우 시 인근에서 고속열차 둥처 D301과 D3115호가 고가철로에서 충돌하여 객차 4량이 고가 아래로 추락, 35명이 사망하고 210여명이 부상했다.
- 노르웨이의 수도 오슬로와 우퇴위아섬에서 폭탄테러와 총기 난사가 발생해 92명이 사망하고 100여명이 부상했다.

## 2011년7월 22일
- 일본 민주당이 복지 정책을 철회하고 대국민 사과를 하였다.
- 유럽연합이 부도 위기에 처한 그리스를 한번 더 지원하기로 했다.
- 대한민국과 조선민주주의인민공화국의 6자회담 수석대표 회담이 인도네시아 발리에서 열렸다.

## 2011년7월 21일
- 애틀랜티스 호가 지구로 귀환하면서 마지막 임무인 STS-135를 마치고 우주왕복선 시대가 폐막되었다.

## 2011년7월 20일
- 말라위에서 반정부 시위가 일어나 18명이 사망하였다.

## 2011년7월 18일
- 대한민국 감사원이 연이어 발생하는 KTX 사고와 관련하여 코레일을 감사에 착수하겠다고 발표하였다.
- 2011년 FIFA 여자 월드컵에서 일본이 우승하였다.
- 대학수학능력시험 출제위원에 해당 연도 수험생의 학부모가 포함되어 있던 것으로 밝혀졌다.

## 2011년7월 17일
- KTX 열차 두 대가 고장 사고를 냈다. 김천시 황학터널 내에서 120열차가 멈춰서는 사고가 발생한 데 이어 252열차도 냉방장치 고장으로 이용고객들이 불편을 겪었다.

## 2011년7월 16일
- 일본의 도쿄가 2020년 하계 올림픽 유치에 도전하겠다고 공식 발표했다.

## 2011년7월 15일
- KTX 산천 열차가 출발한지 2시간만에 열차 뒷편에서 연기가 나 밀양역에서 비상정차하는 사고가 발생하였다.
- 대한민국과 중화인민공화국의 국방장관이 회담을 가졌다.

## 2011년7월 14일
- 남산 1호 터널 내에서 한 택시에서 연기가 나 터널 안에 연기가 꽉 차는 사고가 발생하였다.

## 2011년7월 13일
- 대한민국의 2012년 최저임금이 시간당 4,580원으로 결정되었다.

## 2011년7월 12일
- 마이크로소프트가 윈도우 비스타 서비스팩 1의 지원을 중단하였으며, 이와 동시에 마이크로소프트 오피스 XP도 판매와 지원을 중단했다.

## 2011년7월 11일
- 미국 해군이 핵잠수함 텍사스함을 언론에 공개했다.

## 2011년7월 10일
- 일본의 혼슈 해안에서 진도 7.1의 강진이 발생해 쓰나미 경보가 발생하였다.

## 2011년7월 9일
- 남수단이 독립을 선포하여, 국제 연합의 193번째 독립 국가가 되었다.
- 말레이시아의 수도 콸라룸푸르에서 선거법 개정을 요구하는 대규모 시위가 일어나 600명 이상이 체포되었다.

## 2011년7월 8일
- 마지막 우주왕복선 애틀랜티스 호가 발사되었다.

## 2011년7월 6일
- 2018년 동계 올림픽의 개최지로 대한민국의 평창이 선정되었다.
- 전화 해킹 스캔들로 논란이 되었던 168년 된 영국의 대표적인 타블로이드판 신문 뉴스 오브 더 월드(News of the World)의 폐간이 발표되었다.
- 유럽인권재판소는 여호와의 증인 양심적 병역거부자에게 유죄 선고를 하고 투옥시킨 아르메니아 정부에 대해, 유럽 인권 협약 즉 종교와 양심의 자유와 권리 보호 의무를 명백히 위반했다고 역사적인 판결을 했다. 이로써 수감된 69명은 즉각 석방될 계획이다.

## 2011년7월 5일
- 강변역 인근에 있는 강변테크노마트 건물이 약간 흔들리는 현상이 발생하였다.

## 2011년7월 4일
- 오스트리아-헝가리 제국의 왕위요구자 오토 폰 합스부르크가 98세의 나이로 사망했다.
- 강화도의 해병부대에서 총기난사 사건이 일어나 4명이 사망했다.

## 2011년7월 3일
- 윔블던 챔피언십에서 남자 단식은 노박 조코비치가 우승했고 여자 단식은 페트라 크비토바가 우승했다.

## 2011년7월 2일
- 한나라당 이해봉 전국위원회 의장이 7·4전당대회 당헌 개정안에 관한 법원의 효력 정지 결정에 대해 책임을 지고 사퇴하였다.
- 모나코 궁에서 모나코 공작 알베르 2세와 샤를린 위트스톡의 결혼식이 열렸다.
- 아르헨티나에서 2011년 코파 아메리카 대회가 개막하였다.

## 2011년7월 1일
- 여호와의 증인 등 양심적 병역거부자 대체복무 허용 법안 국회 발의, 민주당 김부겸 국회의원 등 다수의 의원들이 공동 발의하였다.
- 중화인민공화국의 산둥성에서 세계에서 가장 긴 다리인 자우저우완 대교가 착공되었다.
- 모로코 민주 헌법이 국민투표 98%의 지지로 승인되었다